# Гепард девојке (филм)
Гепард девојке (енгл. The Cheetah Girls) амерички је телевизијски филм из 2003. године завнован на истоименој серији књига Деборе Грегори.
У Србији, Црној Гори, Северној Македонији и Републици Српској филм је премијерно приказан 11. јануара 2010. године на каналу РТС 1, титлован на српски језик. Титлове је радио студио Ес-Ди-Ај мидија. Нема DVD издања.

## Радња
Четворочлана тинејџерска група под именом „Гепард девојке” иду у средњу школу на Менхетну за изведбене уметности и покушавају да постану прва бруцошка група у историји школе која ће освојити прво место на талент шоуу. Током аудиција за таленте, они упознају великог продуцента по имену Шакал Џексон, који покушава да направи групу у суперзвезде, али девојке наилазе на многе проблеме. Галерија постаје сноб са пуним радним временом и заборавља своје пријатеље, Доринда мора да бира између својих пријатеља или плесног клуба и других ствари које би трајно раскинуле „Гепард девојке”.

## Улоге
| Глумац         | Улога                      |
| -------------- | -------------------------- |
| Рејвен-Симон   | Галерија Гарибалди „Баблс” |
| Адријен Бејлон | Шанел Симонс „Чучи”        |
| Сабрина Брајан | Доринда Томас „До”         |
| Кили Вилијамс  | Акванета Вокер „Аква”      |
| Лин Витфилд    | Доротеа Гарибалди          |
| Хуан Чиоран    | Франкоболо Гарибалди       |
| Лори Ен Алтер  | Хуанита Симонс             |
| Винс Кораза    | Шакал Џексон               |
| Кајл Шмидт     | Дерек                      |
| Лин Витфилд    | Доротеа Гарибалди          |
| Кајл Саундерс  | Пучи Симонс                |
| Енис Есмер     | Рик                        |
| Џони Чејс      | вратар                     |
| Ким Робертс    | гђа. Боско                 |
| Сандра Колдвел | Дринка Чемпејн             |